# Adolphe Guillaumat
Marie Louis Adolphe Guillaumat (4. ledna 1863 Bourgneuf – 18. května 1940 Nantes) byl francouzský generál, který se účastnil první světové války. Zúčastnil se bojů na západní frontě a v první polovině roku 1918 velel Orientální armádě na soluňské frontě.

## Život
V roce 1884 absolvoval vojenskou školu École spéciale militaire de Saint-Cyr. Posléze sloužil ve francouzských koloniích v Tunisku, Alžírsku, Indočíně a v Číně během boxerského povstání. Na počátku první světové války působil na francouzském ministerstvu války, avšak již v srpnu 1914 byl pověřen velením. V prosinci 1916 nahradil Roberta Nivella v čele druhé armády. V prosinci roku 1917 byl po odvolání Maurice Sarraila pověřen velením nad Orientální armádou bojující na soluňské frontě. V červnu 1918 jej však nahradil generál Louis Franchet d'Espèrey. Generál Guillaumat velel na konci války páté armádě postupující po zhroucení západní fronty skrze Ardeny. Po uzavření příměří vedl dohodová vojska okupující německé Porýní. V roce 1926 byl krátce ministrem války ve vládě Aristida Brianda.